# Kolo (album)
Kolo è il settimo album dei Van Gogh, un gruppo rock serbo molto famoso ed apprezzato nei Balcani.

## Tracce
1. Kolo - Ludo luda
2. Vrteška
3. Plastelin
4. Do kraja sveta
5. Dišem
6. Spisak razloga
7. Deo oko tebe
8. Suđeno mi je
9. Od kad te nema
10. Emigrant
11. Ljubav je